# Мереф'янська міська територіальна громада
Мереф'янська міська об'єднана територіальна громада — об'єднана територіальна громада в Україні, в Харківському районі Харківської області. Адміністративний центр — місто Мерефа.
Площа громади — 99,5 км², населення — 25 585 мешканців (2017). Населення станом на 13.06.2023 — 24 364.
Утворена 29 березня 2016 року шляхом об'єднання Мереф'янської міської ради та Утківської селищної ради Харківського району.

## Історія
12 червня 2020 року до Мереф'янської міської громади було приєднано частину Яковлівської сільської ради Харківського району Харківської області у складі сіл Яковлівка та Олександрівка.

## Населені пункти
До складу громади входять 9 населених пунктів: місто Мерефа, 2 селища Селекційне, Утківка та 6 сіл: Верхня Озеряна, Кринички, Лелюки, Нижня Озеряна, Олександрівка, Яковлівка.